# Les Secrets de la princesse de Cadignan
Les Secrets de la princesse de Cadignan est une nouvelle d’Honoré de Balzac, parue dans le journal La Presse en 1839, sous le titre Une princesse parisienne, puis publiée en volume dans le tome XI de l’édition Furne de La Comédie humaine. Elle fait partie de Scènes de la vie parisienne.
C’est une des plus intéressantes Études de femmes. On y retrouve des figures importantes du monde balzacien, notamment deux éternels dandys, Eugène de Rastignac et Maxime de Trailles, ainsi que la marquise d’Espard. Mais ce monde-là joue un jeu beaucoup plus subtil que celui des salons aux intrigues mesquines. Il s’agit d’un jeu de séduction particulièrement raffiné. À travers les amours de la princesse se découvre aussi, sous un jour nouveau, le très sérieux Daniel d'Arthez, sage conseiller du Cénacle qui entourait Lucien de Rubempré dans Illusions perdues et le poussait à travailler pour devenir un véritable écrivain. Ici, le miséreux d’Arthez, qui vivait dans une chambre de bonne, est devenu un écrivain estimable. S’il n’a pas encore atteint la gloire, il est déjà reconnu, fréquente le meilleur monde, et il a une position politique.

## Résumé
Retirée du monde à trente-six ans, en 1833, la princesse de Cadignan (Diane de Maufrigneuse avant la mort de son beau-père) est littéralement une croqueuse de fortunes et d’hommes. La liste de ses amants est interminable. Elle les a d’ailleurs réunis en album qu’elle présente à son « amie », la marquise d’Espard, seule personne avec qui elle a des relations. Dans un accès de confidence, les deux femmes s’avouent mutuellement n’avoir jamais rencontré un amour véritable, celui qui conviendrait à leur « innocence » fondamentale.
La marquise d’Espard propose alors à la princesse de lui faire rencontrer un phénomène : Daniel d'Arthez justement. D’Arthez est maintenant baron et a hérité d’une fortune familiale qui pourrait le pousser à la prodigalité. Mais l’écrivain est resté aussi sérieux et frugal qu’il l’était à l’époque de sa grande misère ; il continue de travailler à ses écrits et il est l’objet d’amicales railleries de la part de Rastignac et de Maxime de Trailles, car il vit avec une femme vulgaire qu’il ne respecte pas. D’Arthez ne sait rien de l’amour raffiné des grandes dames, et pourtant il lui serait facile de séduire. Mais il y a en lui une timidité qui l’arrête.
La princesse de Cadignan entreprend de séduire ce cœur pur en le noyant dans une avalanche de mensonges (ses secrets), d’où il ressort qu’elle a été victime de sa mère qui lui a fait épouser son amant, qu'elle a aimé des hommes qui n'étaient pas dignes d'elle. Bientôt séduit, subjugué, pris dans les filets de la princesse pour laquelle Michel Chrestien, ami de d’Arthez, mourait littéralement d’amour, l’écrivain éprouve une passion sans bornes pour cette femme si habile. Le génie de la princesse consiste à réécrire sa vie, à présenter une version nouvelle de ses faits saillants. Authentique romancière, femme brillante, femme de trente ans, elle présente à d'Arthez un mensonge vrai qui ne peut que convaincre l'artiste, le romancier qu'il est. L'enjeu est de taille : la princesse aime d'Arthez. Pourtant, c'est elle qui l'envoie en toute connaissance de cause à un souper organisé par ses meilleurs amis dont l'intention évidente est d'éclairer le naïf artiste. D'Arthez décide de protéger à la face du monde ce « don Juan femelle », puis revient vers elle, l'ayant magistralement défendue. L'argumentation de d'Arthez frappe par sa justesse, il n'est pas naïf : il révère une princesse, femme libre et courageuse, qu'il aime en dépit des codes moraux étroits de son temps.

## Thème
Dans une lettre à Évelyne Hańska en date du 15 juillet 1839, Balzac résume ainsi sa nouvelle : « C’est la plus grande comédie morale qui existe. C’est l’amas de mensonges par lequel une femme de trente-sept ans, la duchesse de Maufrigneuse, devenue princesse de Cadignan par succession, parvient à se faire prendre pour une sainte, une vertueuse, une pudique jeune fille par son quatorzième adorateur. […] Le chef-d’œuvre est d’avoir fait voir les mensonges comme justes, nécessaires, et de les justifier par l’amour. » Balzac disait de ce texte qu'il était un diamant. Il met en scène un personnage qui se veut le romancier de sa propre histoire, et c'est la capacité de d'Arthez à reconnaître ces « mensonges vrais » qui lui donnera l'amour de Diane. Il est à remarquer qu'il s'agit de la seule œuvre de La Comédie humaine qui se termine sur une note résolument optimiste. Ses personnages réalisent en fait un fantasme balzacien, celui du couple de la grande dame et de l'artiste. Son dénouement explique la pirouette de la dernière phrase : « Est-ce un dénouement ? Oui,  pour les gens d’esprit ; non, pour ceux qui veulent tout savoir. » On a vu là une allusion aux amours de Cordélia de Castellane avec Chateaubriand (d’Arthez est aussi homme d’État).

## Adaptation
- 1982 : Les Secrets de la princesse de Cadignan, téléfilm de Jacques Deray, avec Claudine Auger dans le rôle de la princesse de Cadignan ; Marina Vlady : la marquise d'Espard ; François Marthouret : Daniel d'Arthez ; Pierre Arditi : Émile Blondet ; Niels Arestrup : Rastignac ; Françoise Christophe : la comtesse de Montcornet.

- 2023 : Les Secrets de la princesse de Cadignan, film de Arielle Dombasle, avec Arielle Dombasle dans le rôle de la princesse de Cadignan ; Julie Depardieu : la marquise d'Espard ; Cédric Kahn : Daniel d'Arthez ; Michel Fau : Honoré de Balzac ; Théo Cholbi : Victurnien d’Esgrignon ; Hippolyte Girardot : le prince de Cadignan.